# Rataje (Boemia meridionale)
Rataje è un comune della Repubblica Ceca facente parte del distretto di Tábor, in Boemia Meridionale.
Il comune copre un'area di 10.76 chilometri quadrati e ha una popolazione di 220 abitanti (secondo i dati del 28 agosto 2006).
Si trova circa a 82 km a sud di Praga.